# Oorsprong (Dan Brown)
Oorsprong is een boek van de Amerikaanse auteur Dan Brown en het vijfde deel in de Robert Langdon-serie. De release van het boek was op 3 oktober 2017.

## Verhaal
Robert Langdon bezoekt het ultramoderne Guggenheim Museum in Bilbao (Spanje) voor de onthulling van een belangrijke wetenschappelijke ontdekking. Edmond Kirsch, een flamboyante miljardair heeft de avond georganiseerd om zijn ontdekking wereldkundig te maken, maar wanneer de avond in chaos afloopt dreigt zijn ontdekking voor altijd verloren te gaan. 
Langdon vlucht samen met museumdirecteur Ambra Vidal naar Barcelona. Daar moeten ze, in een race tegen de klok, de ontdekking van Kirsch vinden, voordat hun gevaarlijke tegenstander met machtige vrienden hen voor is. 

## Personages
- Robert Langdon: Hoogleraar kunstgeschiedenis aan de Harvard-universiteit.
- Ambra Vidal: Directeur van het Guggenheim Museum en protegé van Kirsch.
- Edmond Kirsch: Flamboyante multimiljardair en oud student van Langdon.
- Winston: AI-assistent van Edmond Kirsch. Hij helpt Langdon en Vidal in hun poging om de ontdekking van zijn maker toch nog openbaar te maken.
- Bisschop Antonio Valdespino: Spaanse bisschop en vriend van de Spaanse Koning, die op sterven ligt.
- Julián: Spaanse kroonprins, die verloofd is met Ambra Vidal.
- Rabbijn Yehuda Köves: Joodse geestelijke, die door Kirsch op de hoogte wordt gebracht van zijn ontdekking
- Admiraal Luis Ávila: Voormalige admiraal in de Spaanse marine. Na een aanslag in een kerk, waar hij zijn gezin verloor, sloot hij zich aan bij de Palmariaanse kerk. Tevens werd hij door de Regent gerekruteerd om Edmond Kirsch te vermoorden en ook Langdon en Vidal het zwijgen op te leggen.